# Tamás József (fazekas)
Tamás József (Szekszárd, 1911. július 17. – Szekszárd, 1966. július 20.) fazekas népművész.

## Élete
Szülei Tamás József és Ladányi Rozália. Ősei ötödíziglen fazekasok voltak. A sárközi bokályok, korsók, tálak készítését apjától tanulta, de csakhamar igyekezett azt saját elképzelései alapján átalakítani. Megtartva a szekszárdi edények színvilágát, formában páratlanul felgazdagított művészetét. Játékos kedvét korongon agyagba formázta. Sem a múltban, sem a jelenben nem volt olyan fazekasmester, aki hozzá fogható sok ember alakot formált volna. Egy részüknek funkciót adott, a butella vagy gyertyatartó szerepét töltötték be, de a java önmagáért való figura volt. Nőket és férfiakat egyaránt szerepeltet, és vannak páros jelenetek is. Olykor egész összefüggő sorozatokban kerültek ki a keze alól ezek a különböző méretű cserépemberkék. Emberfejes korsói, férfi és asszonyfigurái, állatalakjai népi humort sugároznak. Mesterségének egy-egy főbb munkaszakaszát figurális kompozíciókban örökítette meg. Kiváló érzékkel formázta a szekszárdi szőlőhegyen szüretelőket, a társaságot mulattató zenészeket éppúgy, mint a nagyokat mondó Háry-figurát. Alakjait színesen, a Sárközben is hagyományos írókás technikával díszítette. A formában nem törekedett az arányok helyes visszaadására. Zömökek, darabosak, olyanok mint sok somogyi pásztorfaragó emberalakjai. Kisebb számban madáralakokat is formált, rendszerint valamilyen gyakorlatias célra. 1939-től fazekas kisiparosként működött, majd 1954-ben népi iparművész, 1958-ban a Népművészet Mestere. Alapító tagja volt a Budapesti Népművészek Szövetkezetének. A fazekasok betegségében, ólommérgezésben hunyt el 1966-ban. Felesége Baka Erzsébet volt, akivel 1934-ben kötött házasságot Szekszárdon.